# Episodi di Xena - Principessa guerriera (la trilogia di Xena)
L'episodio pilota di Xena - Principessa guerriera (conosciuto anche come La trilogia di Xena) si compone di tre parti da 40 minuti ciascuna, che in realtà sono episodi regolari della prima stagione della serie-madre Hercules (gli episodi numero 9, 12 e 13 della prima stagione); dato che la prima stagione di Hercules è una mid-season (cioè partita a gennaio del 1995 e durata 13 episodi prima della conferma, dall'anno successivo, di stagioni piene di oltre 20 episodi a testa), i produttori decisero di utilizzarne alcuni episodi per il pilota di una nuova serie che diventerà appunto, dal settembre dello stesso anno, Xena - Principessa guerriera.
| nº | Titolo originale     | Titolo italiano                  | Prima TV USA   | Prima TV Italia  |
| -- | -------------------- | -------------------------------- | -------------- | ---------------- |
| 1  | The Warrior Princess | Hercules e la principessa nemica | 13 marzo 1995  | 23 novembre 1996 |
| 2  | The Gauntlet         | Hercules e la sfida              | 1º maggio 1995 | 30 novembre 1996 |
| 3  | Unchained Heart      | Hercules e la bestia feroce      | 8 maggio 1995  | 7 dicembre 1996  |

## Hercules e la principessa nemica
- Titolo originale: The Warrior Princess
- Diretto da: Bruce Seth Green
- Scritto da: John Schulian

### Trama
Una donna si reca ad un pozzo per prendere dell'acqua e viene attaccata da un gruppo di uomini; lei riesce a sconfiggerli senza problemi, e li avverte: se lotteranno così debolmente non riusciranno mai a uccidere Hercules.
Hercules sta costruendo un muro per la madre Alcmena, quando questa arriva e gli dice che secondo lei Iolao ha bisogno di una compagna. Intanto la donna ferisce il suo cavallo e chiede l'aiuto proprio di Iolao, fingendo che l'animale si sia ferito da solo. Iolao si offre di accompagnarla al villaggio, dove in una taverna incontrano Hercules. La donna si presenta come Xena.
Dopo alcuni giorni, Hercules chiede alla madre dove sia Iolao, dato che sono giorni che non lo vede. Egli è a letto con Xena, ma la donna lo avverte: non deve innamorarsi di lei, perché ha solo bisogno di un guerriero che la aiuti a sconfiggere un signore della guerra, Petrachis. Quando Iolao si offre di aiutarla, i due si baciano. Poco dopo, Xena è in una stalla e chiede a un suo uomo, Teodoro, di uccidere Hercules come segno d'amore nei suoi confronti.
Xena e Iolao partono per andare a sconfiggere Petrachis. Lungo il cammino i due parlano dell'eroe: Xena è convinta che sia solo un egoista, che combatte solo per far vedere di essere il più forte, ma per lei Iolao è il più forte. Mentre i due sono lontani, Hercules viene assalito da Teodoro, che cerca di ucciderlo, ma muore trafitto da un rastrello; prima di perire, rivela al semidio di aver tentato di ucciderlo per amore di Xena. Hercules parte per avvisare Iolao. Al suo accampamento, Xena presenta Iolao come l'uomo più coraggioso che abbia mai incontrato.
Nel frattempo Hercules arriva nel covo della guerriera e avverte il nipote che la donna ha assoldato un uomo per ucciderlo. Iolao non gli crede e lo caccia mentre Xena guarda la scena con aria soddisfatta. In una taverna, alcuni uomini chiedono l'aiuto di Hercules contro Xena, e uno di loro, un vecchio, si presenta come Petrachis: non è un signore della guerra, Xena ha inventato tutto. Questi gli mostra la tomba del figlio, ucciso dalla spietata donna dopo che lo aveva plagiato, e consiglia a Hercules di salvare Iolao finché è ancora in tempo. Poco dopo Estragon, un uomo di Xena, attacca Hercules, ma viene sconfitto e per punizione Xena gli taglia la gola col suo chakram, un'arma infallibile che lancia come un frisbee. Di ritorno all'accampamento, Xena si sporca di fango e dice a Iolao che Hercules ha tentato di ucciderla; il nipote del semidio è scioccato e consola Xena, dicendo che ha rinunciato all'amicizia di Hercules per amore suo. In realtà il piano di Xena è molto insidioso, e finora ha avuto successo: vuole mettere Hercules e Iolao uno contro l'altro, così che l'eroe uccida il nipote; solo a quel punto lo ucciderà. Hercules torna all'accampamento e Iolao ingaggia una battaglia con lui, tuttavia è evidente che tutti e due si stanno trattenendo, infatti Iolao aveva già iniziato a intravedere l'indole crudele di Xena. Quest'ultima ordina ai suoi uomini di ucciderli ma i due sconfiggono i soldati di Xena e lei, vedendo la sua armata impotente davanti alla forza di Hercules, scappa dopo aver detto a Hercules che prima o poi si incontreranno nuovamente.
- Cast: Kevin Sorbo (Hercules), Michael Hurst (Iolao), Lucy Lawless (Xena), Elizabeth Hawthorne (Alcmena), Michael Dwyer (Teodoro), Patrick Wilson (Estragon).

## Hercules e la sfida
- Titolo originale: The Gauntlet
- Diretto da: Jack Perez
- Scritto da: Peter Bielak

### Trama
Xena informa i suoi uomini che il giorno dopo attaccheranno un villaggio, ma Darfus, suo vice, vuole farlo subito. Xena lo avverte: loro sono guerrieri, non sanguinari.
Hercules è in una taverna e viene raggiunto da suo cugino Iloran: egli lo informa che dei guerrieri stanno per attaccare Partis, dove vive sua madre, e Hercules gli promette il suo aiuto. Intanto Xena sta devastando un villaggio, ma Darfus è più spietato di lei. Tra i prigionieri vi è Salmoneo, che Xena decide di risparmiare purché la faccia ridere. Quando Hercules arriva nel villaggio appena distrutto, una donna lo informa chi comandava l'attacco.
Xena si allontana verso nord con alcuni uomini e Darfus ordina ai rimanenti di attaccare un villaggio vicino. Quando la guerriera ritorna, vede il villaggio completamente distrutto, e scopre che non sono stati risparmiati nemmeno donne e bambini. L'unico sopravvissuto è un neonato, che Xena difende da Darfus, ricordandogli chi comanda. Porta così il piccolo in una grotta, dove Salmoneo ha fatto venire una nutrice. Xena cerca di cacciare Darfus, ma lui dice che i "suoi" uomini non lo permetteranno e la obbliga a superare una sfida: riuscire a superare un corridoio di soldati armati di bastoni e superare la linea posta davanti a lei. Poco prima di superarla, Xena cade a terra, sopraffatta dai colpi dei soldati; quando sembra ormai morta, si rialza e termina la prova. Darfus ordina di ucciderla, ma i suoi uomini si rifiutano: ha superato la sfida. Tornata alla caverna dove è nascosto il bambino, Xena viene informata che Hercules la sta cercando. L'eroe, mentre viaggia col cugino, incontra Spiros, un uomo che ha perso figlio e moglie durante l'attacco di Darfus; trova anche Salmoneo appeso ad un albero della foresta; questi gli racconta cosa è successo a Xena, e non appena dice che Xena paragonata a Darfus è la dea dell'amore, la guerriera li sorprende e cerca di decapitare Hercules col chakram. Salmoneo dice ai due che dovrebbero allearsi contro Darfus, ma Xena non vuole sentirne e combatte contro l'eroe. Hercules la sconfigge ma non intende ucciderla e alla fine Xena accetta di allearsi con Hercules.
Hercules si dirige a Partis, e Darfus lo insegue, intenzionato a ucciderlo. L'armata del guerriero lotta contro Hercules e i suoi amici, finché Xena non li raggiunge e aiuta il semidio. Xena si ritrova a combattere contro Darfus, e lo uccide. Salmoneo chiede a Spiros se suo figlio aveva una voglia sulla gamba destra e lui risponde di sì. Salmoneo lo porta dal figlio, ovvero il neonato salvato da Xena. Hercules interroga Xena sulle sue intenzioni, a quanto pare per ora sembra disposta a viaggiare al fianco di Hercules.
Un uomo incappucciato estrae la spada dal corpo di Darfus, che torna in vita; l'uomo, un emissario del dio Marte, gli offre l'opportunità di vendicarsi se prima riuscirà a uccidere Hercules con l'aiuto del cane del dio, Gregus.
- Cast: Kevin Sorbo (Hercules), Lucy Lawless (Xena), Matthew Chamberlain (Darfus), Dean O'Gorman (Iloran), Robert Trebor (Salmoneo), Peter Daube (Spiros), Nathaniel Lees (emissario di Marte).

## Hercules e la bestia feroce
- Titolo originale: Unchained Heart
- Diretto da: Bruce Seth Green
- Scritto da: John Schulian

### Trama
Darfus attacca un gruppo di nomadi che spedisce al villaggio di Elisia; uno di questi viene però inviato ad avvertire Hercules: lui è ancora vivo. Intanto Xena e Salmoneo stanno cercando di convincere l'eroe a farsi scrivere una biografia. Il nomade arriva e informa Hercules dell'accaduto, così il trio parte per Elisia. Darfus torna al villaggio e rinchiude uno dei prigionieri nel tempio, dove tiene rinchiuso Gregus, il cane di Marte. Durante il viaggio, mentre Salmoneo sta cacciando una quaglia, viene assalito da Iolao; Salmoneo gli dice di conoscere Hercules, ma Iolao non ci crede. Così Salmoneo lo porta dall'eroe e Iolao rimane sorpreso. Mentre i due parlano, Xena giunge a Elisia e sconfigge tutti gli uomini di Darfus, tranne uno che fugge a cavallo: questi viene dato in pasto a Gregus.
Hercules tenta di dire a Iolao che Xena è con loro quando lei arriva. La guerriera li informa dell'accaduto, ma Iolao non vuole più credere alle sue parole e se ne va. Hercules tenta di dire al nipote che lei è realmente cambiata e gli racconta quello che è successo con Darfus; Iolao decide di rimanere. Gli uomini di Darfus, che li hanno teso un'imboscata, lanciano dei grossi massi addosso al gruppo da una rupe. Hercules riesce a tenere le rocce sulla sua schiena e Xena e Iolao cercano un'uscita. Darfus, pensando che Hercules sia morto, brinda al dio Marte. Xena e Iolao trovano l'uscita e si mettono in salvo, mentre Hercules mette un bastone al suo posto e aiuta Salmoneo a liberarsi. Xena, Hercules, Iolao e Salmoneo vanno ad avvertire un altro gruppo di nomadi che Darfus ha intenzione di attaccarli, ma questi non ci credono. Quando vengono raggiunti dai guerrieri di Darfus, inizia un combattimento nel quale Xena salva Iolao e cerca di uccidere Darfus, ma non ci riesce perché ora è protetto dal dio della guerra. Salmoneo è sparito ed Hercules trova una sua pergamena; il rapporto tra Xena e Iolao migliora quando quest'ultimo la ringrazia per averlo salvato.
Nel frattempo, Salmoneo è su un carro guidato da un uomo miope convinto di dirigersi verso il mare, anche se in realtà si trovano a Elisia. Un uomo di Darfus li trova e li porta dal suo capo. Xena ringrazia Hercules per averla cambiata e gli rivela quello che prova per lui; i due si baciano. A Elisia, Iolao vede Salmoneo che mangia allegro nel campo di Darfus e pensa che li abbia traditi, mentre in realtà sono i soldati che lo obbligano a mangiare. Iolao torna dagli amici e capisce subito che tra Xena ed Hercules è successo qualcosa. Il ragazzo informa i due che Salmoneo li ha traditi e che Gregus è arrivato. Xena, Hercules e Iolao escogitano un piano per attaccare Darfus: Iolao brucerà un carro per poi spingerlo dentro Elisia, mentre Xena ed Hercules sorprenderanno i guerrieri.
Intanto gli uomini di Darfus portano Salmoneo nel tempio in cui si trova Gregus. Xena ed Hercules sono pronti ad assalirli, ma Iolao non riesce a dar fuoco al carro; così ci sale e va verso la città. Salmoneo viene legato con delle catene, mentre Iolao sfonda il portone ed entra a Elisia; Xena ed Hercules piombano nel villaggio ed iniziano a combattere. Hercules entra nel tempio, prova a liberare Salmoneo e combatte contro Gregus: mentre combatte con la bestia, Xena lotta contro Darfus fin dentro al tempio. Hercules libera Salmoneo e dice a Xena di portare Darfus al suo posto, giusto in tempo per farsi mangiare da Gregus. La bestia esplode perché le vite dei due erano legate, essendo entrambi protetti da Marte. Salmoneo informa i compagni che andrà ad Atene a scrivere la biografia di Hercules. Xena informa Hercules che sta per partire, i due si baciano, infatti ormai si sono innamorati, tuttavia anche se Hercules ha gettato le basi del cambiamento di Xena, quest'ultima decide di proseguire il suo viaggio senza di lui, desiderosa di tornare a casa e rimediare agli errori che ha commesso in passato.
- Cast: Kevin Sorbo (Hercules), Michael Hurst (Iolao), Lucy Lawless (Xena), Robert Trebor (Salmoneo), Matthew Chamberlain (Darfus).